# Avec vous
Albums de Véronique Sanson
D'un papillon à une étoile Les Moments importants
Avec vous , « Véronique Sanson chante Michel Berger », est le huitième album live de la chanteuse Véronique Sanson. 
Il témoigne de sa tournée en hommage à Michel Berger, à la suite de l'album hommage D'un papillon à une étoile. Cet album a été classé 25e au top album en France.

## Historique

### Autour de l'album
Toutes les chansons qui composent le récital furent interprétées par leur auteur Michel Berger, à l'exception de Ma vieille Europe, chanson écrite en 1980 par Berger pour France Gall, qui clôture l'album Paris, France.

## Titres
- Sauf indication contraire, paroles et musiques sont de Michel Berger

| No  | Titre                                             | Durée |
| --- | ------------------------------------------------- | ----- |
| 1.  | Aquila (Instrumental composé par Paul Buckmaster) | 2:31  |
| 2.  | Attendre                                          | 4:48  |
| 3.  | Le Bonheur à tout prix                            | 2:32  |
| 4.  | Y'a vraiment que l'amour qui vaille la peine      | 4:23  |
| 5.  | L'amour est là                                    | 4:17  |
| 6.  | Ma vieille Europe                                 | 5:08  |
| 7.  | Les Princes des villes                            | 5:29  |
| 8.  | Lumière du jour                                   | 4:00  |
| 9.  | L'un sans l'autre                                 | 3:38  |
| 10. | Suis ta musique où elle va                        | 3:19  |
| 11. | Pour me comprendre                                | 4:29  |
| 12. | Seras-tu là ?                                     | 3:46  |
| 13. | La Minute de silence                              | 4:01  |
| 14. | La Groupie du pianiste                            | 4:34  |
| 15. | Le Paradis blanc                                  | 6:47  |
| 16. | Diego libre dans sa tête                          | 4:19  |
| 17. | Quelques mots d'amour                             | 4:33  |

## Single
- Attendre - Single Promo - Année de diffusion : 2000

## Musiciens
- Arrangements & Direction musicale : Hervé Le Duc
- Arrangements des cordes : Paul Buckmaster (pistes 1, 2 & 10) & Hervé Le Duc (pistes 3, 8, 9, 12, 13 & 14)
- Orchestrations des cordes : Paul Buckmaster
- Basse : Leland Sklar
- Batterie : Neal Wilkinson
- Chœurs : Aarin Heff & Elvis Phirmis
- Claviers & Programmations : Hervé Le Duc
- Cordes : Orchestre Symphonique de la République Tchèque
- Guitares : Nigel Jenkins
- Piano : Véronique Sanson
- L'Orchestre Symphonique de la République Tchèque fut dirigé par Paul Buckmaster à l'Olympia et par Martin Dubrowski au Zénith de Paris et en tournée.